# جامعة تكساس للنساء
جامعة تكساس للنساء (بالانجليزية:Texas Woman's University) (اختصارا:TWU) هي جامعة عامة لتعليم المختلط في دينتون، تكساس، مع اثنين من مركز العلوم الصحية تركز الجامعات في دالاس وهيوستن. في حين أن جامعة تكساس للنساء كانت مختلطة بالكامل منذ 1994، فهي أكبر جامعة تدعمها الدولة بشكل أساسي للنساء في الولايات المتحدة. في مايو 2021، وقع الحاكم أبوت على مشروع قانون حول جامعة تكساس للمرأة إلى أحدث نظام في ولاية تكساس. وهي تقدم برامج لشهادات البكالوريوس والدراسات العليا في 60 مجالًا للدراسة عبر ست كليات.

## التاريخ

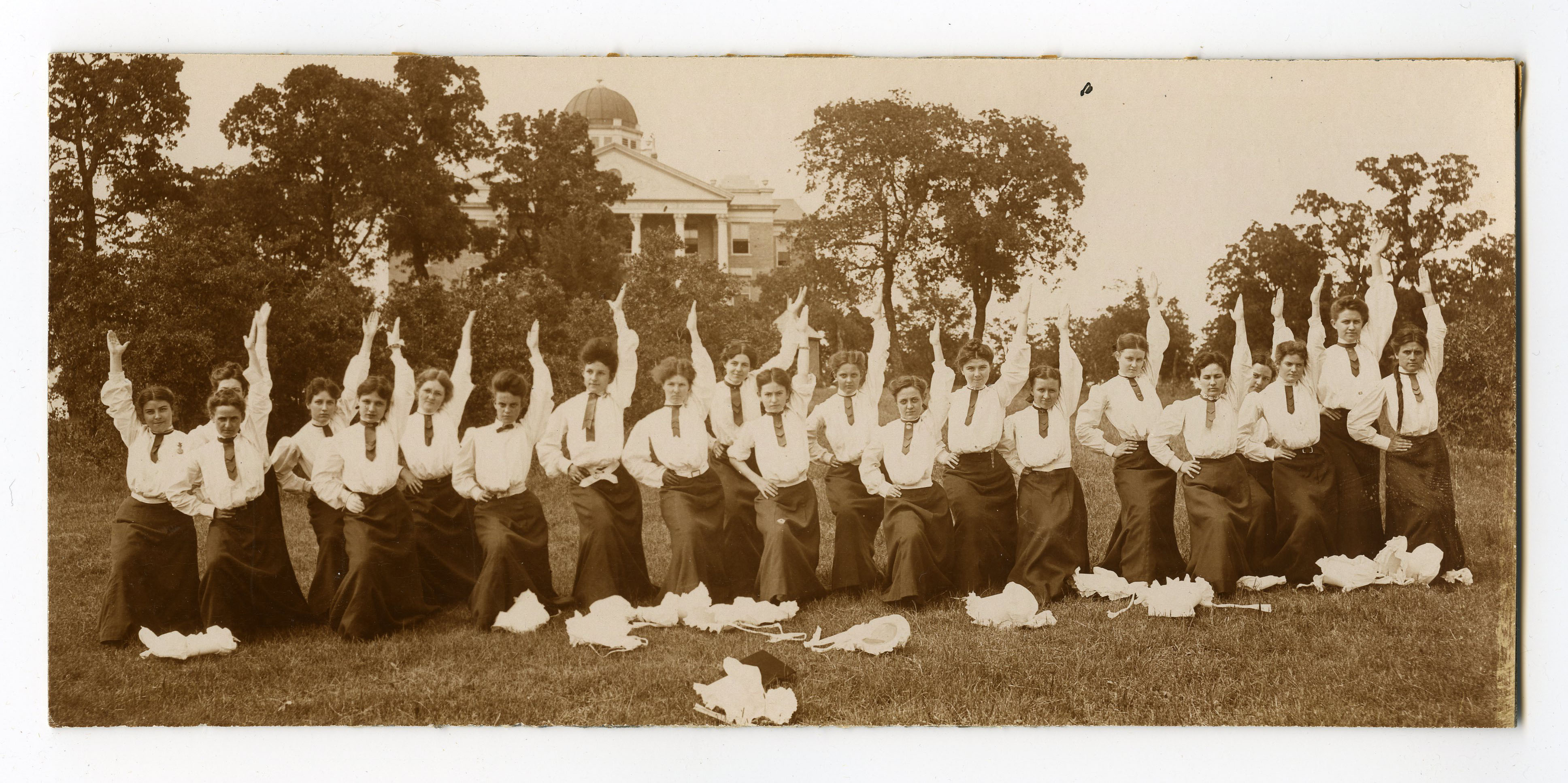
طلاب الصف الأول في برنامج التربية البدنية

في أواخر القرن التاسع عشر، بدأت العديد من المجموعات التي تتخذ من تكساس مقراً لها بما في ذلك جمعية الصحافة النسائية في تكساس، واتحاد تكساس للنوادي النسائية، والغرانج، واتحاد الاعتدال المسيحي للمرأة  الدعوة إلى إنشاء منظمة نسائية مدعومة من الدولة. تركز الكلية على التعليم العملي، بما في ذلك المهارات المنزلية التي قد تحتاجها الشابات للاستعداد كزوجات وأمهات. في عام 1901، بعد أن تبنى الحزب الديمقراطي للولاية الفكرة كمنصة في الانتخابات القادمة، تم تفويض إنشاء الكلية من قبل المجلس التشريعي في تكساس. أُطلق عليها في الأصل اسم معهد تكساس الصناعي وكلية تعليم الفتيات البيض في ولاية تكساس في الفنون والعلوم، وافتتحت في دينتون في عام 1902 بفئة من 186 طالبًا و14 هيئة تدريس. مع وجود ثلاث نساء في مجلس حكامها الافتتاحي، أصبحوا أول امرأة تشغل منصبًا في مجلس إدارة إحدى جامعات تكساس. سرعان ما تم تغيير اسم المدرسة إلى الكلية الصناعية للبنات في عام 1903 ومنحت درجاتها الأولى في العام التالي. في عام 1905، تغير الاسم مرة أخرى إلى كلية الفنون الصناعية ووسعت برامجها لتشمل الفنون الحرة والفنون الجميلة والعلوم.
عند تأسيسها، ركزت المدرسة في المقام الأول على النساء الريفيات والمدن الصغيرة اللواتي يسعين للحصول على تدريب مهني. نظرًا لأن العديد من مناطق الولاية تفتقر إلى المدارس الثانوية الشاملة، فإن أول عامين من مناهج وكالة المخابرات المركزية كانت إعدادية؛ تم قبول الطلاب المسجلين بشهادة الثانوية العامة تلقائيًا في الكلية بصفتهم صغارًا. من خلال برنامج الإرشاد المنزلي والمدرسة الصيفية، كانت المدرسة هي الأولى في تكساس التي تقدم تعليمًا في التدبير المنزلي، وتزويد الغالبية العظمى من مدرسي المدارس الثانوية بالولاية في التدبير المنزلي في أوائل القرن العشرين. في عام 1914، طبقت وكالة المخابرات المركزية أول منهاج جامعي مدته أربع سنوات، ومنحت درجات البكالوريوس الأولى في عام 1915. بحلول عام 1929، وسعت الكلية برامجها بما يكفي لتصبح معتمدة من قبل الرابطة الجنوبية للكليات والمدارس الثانوية، والرابطة الأمريكية للجامعيات، واتحاد الجامعات الأمريكية، وبدأت في تقديم درجات الماجستير الأولى في عام 1930. في عام 1934، خضعت المدرسة لتغيير اسم آخر إلى كلية ولاية تكساس للنساء (TSCW) لتعكس سمعتها المتنامية كمؤسسة رائدة للتعليم العالي للنساء في الولاية.

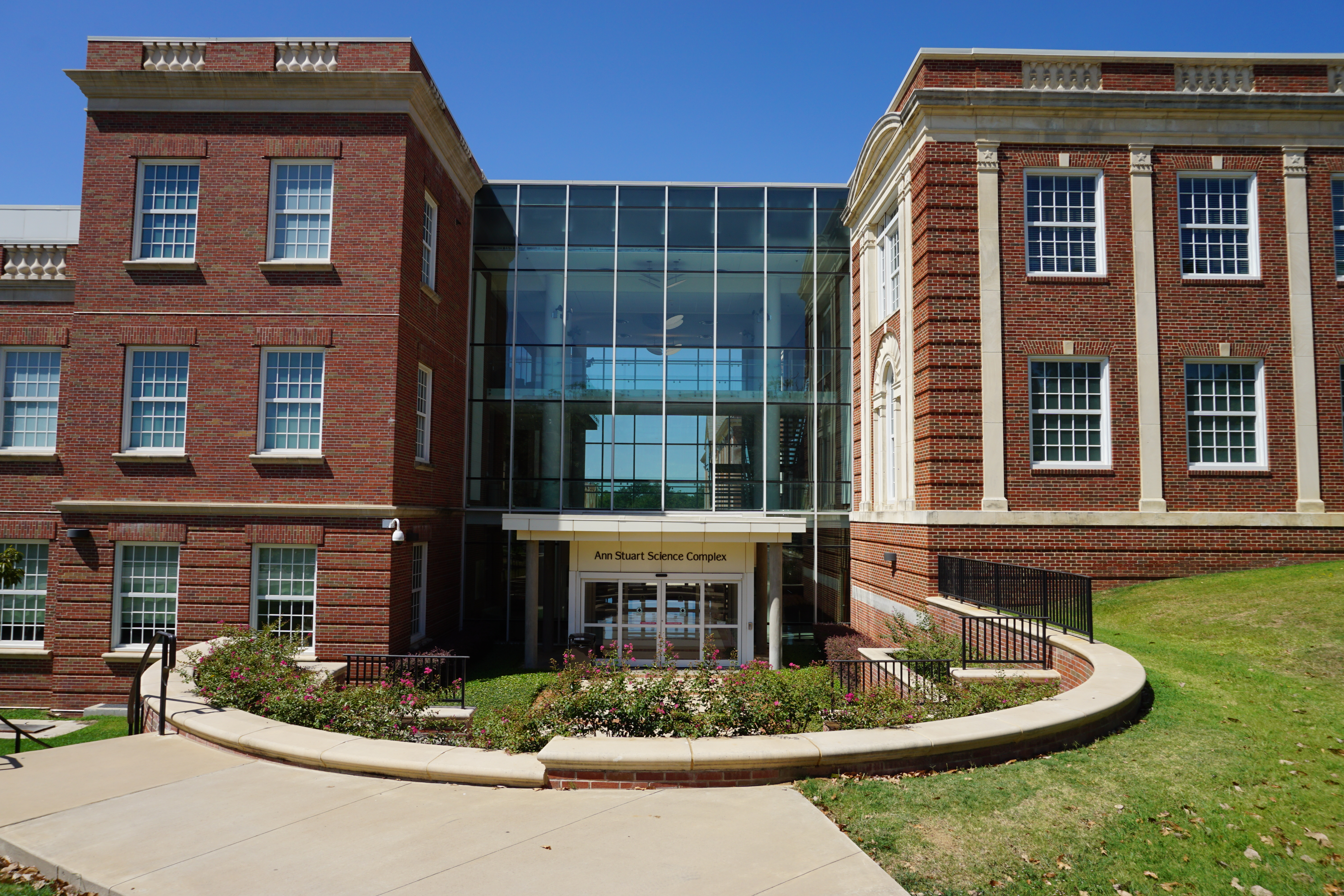
مجمع آن ستيوارت للعلوم

على الرغم من القيود الاجتماعية والثقافية للنساء المحترفات في ذلك الوقت، كانت الكلية رائدة في العديد من البرامج الأكاديمية لتلبية احتياجات اقتصاد ما بعد الحرب المتنامي في تكساس وبنت سمعة وطنية لبرامجها وأبحاثها في المنسوجات والأغذية والتغذية، ومنحت أول درجة دكتوراه بالكلية عام 1953. في عام 1950، طورت أيضًا أول برنامج تمريض معتمد على المستوى الوطني في الولاية، وافتتح في مستشفى باركلاند الأصلي في وسط مدينة دالاس في عام 1954، وانضم إلى معهد أوك ريدج للدراسات النووية في الستينيات، وتلقى سلسلة من المنح البحثية من إدارة الطيران والفضاء لدراسة الآثار الصحية على البشر في الرحلات الفضائية. في عام 1956، أنشأت أول مبنى في تكساس مخصص فقط لتعليم علوم المكتبات. أخيرًا، في عام 1957، غيرت المدرسة اسمها للمرة الرابعة إلى جامعة تكساس للمرأة، ووسعت برامج العلوم الصحية إلى حرم جامعي في هيوستن في عام 1960. تمتعت الكلية أيضًا بعلاقة وثيقة مع جامعة تكساس إيه آند إم في كوليدج ستيشن في أوائل ومنتصف القرن العشرين. وباعتبارها الكليات العامة الوحيدة في تكساس في ذلك الوقت التي تم فيها الفصل بين الجنسين، فقد ولدت المدارس اهتمامًا إعلاميًا كبيرًا لتآخيها المدعوم مؤسسيًا في الأحداث الرياضية والاجتماعية الكبرى؛ لعدة عقود، تم تسمية "Tessie" بـ "Aggie Sweetheart" في مباراة تنافس كرة القدم A & M. تلاشت هذه الممارسة في السبعينيات عندما بدأت كل مدرسة بقبول كل من الطلاب والطالبات، على الرغم من أن المدارس لا تزال تتعاون في العديد من البرامج الأكاديمية والخدمية. مثل معظم المؤسسات غير التابعة لجامعة HBCU في تكساس، قبلت المدرسة في الأصل الطلاب البيض فقط. تم دمج الجامعة في عام 1961، حيث قبلت أول طالبة أمريكية من أصل أفريقي، Alsenia Dowells، لدراسة التمريض. بينما حضر دويلز لمدة عام واحد فقط، التحقت ست نساء سوداوات في العام التالي. تفتخر الجامعة حاليًا بنسبة 20 ٪ من الطلاب السود، كما تم تصنيفها أيضًا كمؤسسة تخدم من أصل إسباني، وعضو في رابطة الكليات والجامعات من أصل إسباني، مع أكثر من 25 ٪ من طلابها المتفرغين الذين يُعرفون بأنهم من أصل لاتيني أو لاتيني. بعد ما يقرب من ستة عقود كمدرسة للنساء، بدأت جامعة تكساس للنساء قبول الرجال في كلية الدراسات العليا للعلوم الصحية في عام 1972 استجابةً للتقاضي المعلق في جامعات أخرى فيما يتعلق بشرط المساواة في الحماية. في عام 1994، تحسبًا لتغيير بروتوكولات المؤسسات أحادية الجنس في جميع أنحاء الولايات المتحدة مثل القلعة وكلية ميسيسيبي للنساء، فتحت المدرسة جميع برامجها للرجال المؤهلين.
على الرغم من كونها جامعة مختلطة منذ عام 1972، إلا أن جامعة تكساس للنساء لا تزال بأغلبية ساحقة من النساء، مع تحديد ما يقرب من 90 ٪ من الجسم الطلابي على هذا النحو، وتستمر في التركيز بشدة على تلبية الاحتياجات التعليمية للمرأة. تظل فريدة بين مؤسسات التعليم العالي في تكساس من خلال مطالبة جميع الطلاب الجامعيين، بغض النظر عن التخصص أو الدرجة العلمية المقترحة، بأخذ ثلاث ساعات معتمدة من دراسات النساء متعددة الثقافات من أجل التخرج.

## حرم دينتون الجامعي

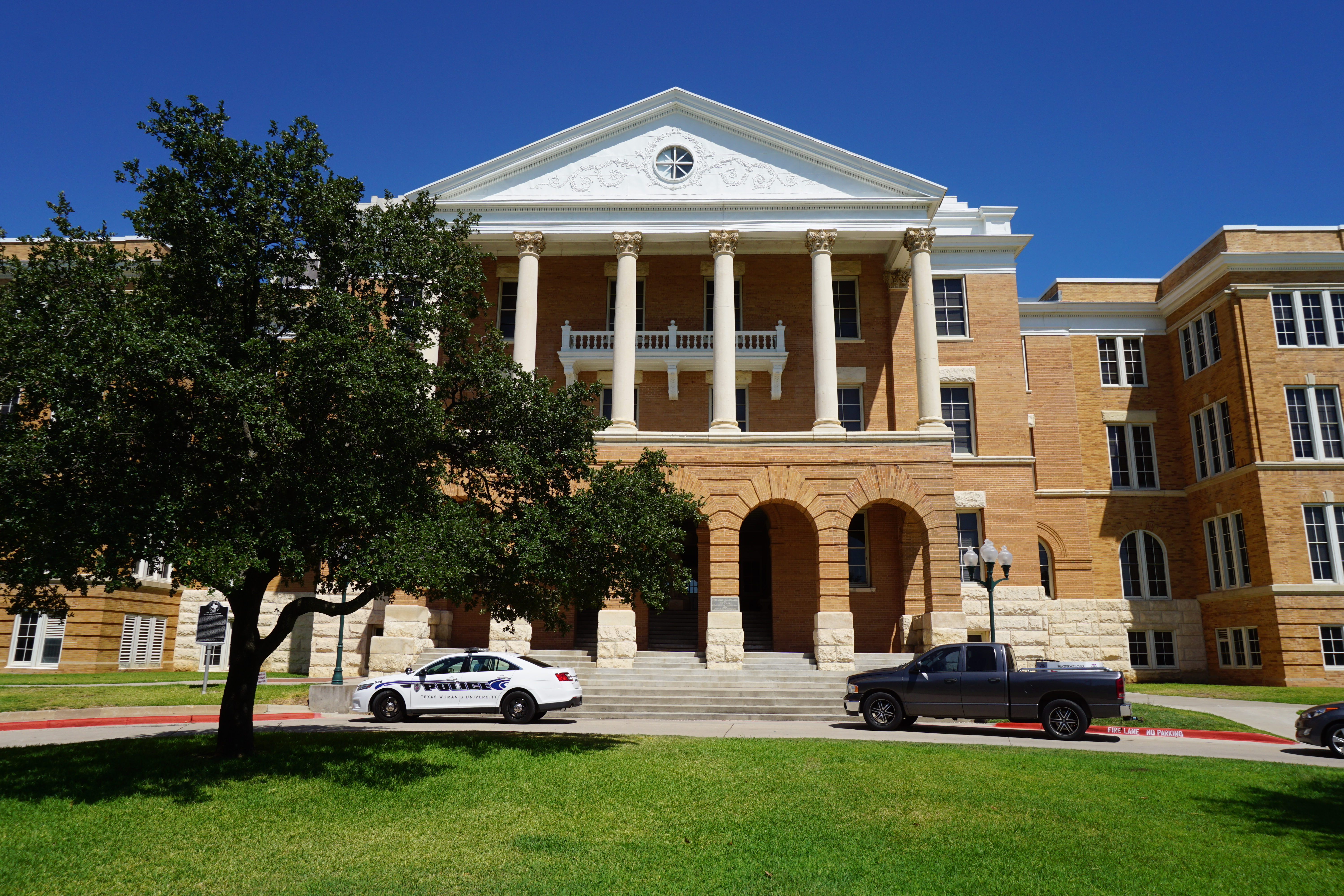
المبنى الرئيسي القديم

يتكون حرم جامعة دينتون الرئيسي من 270 فدانًا في دنتون، تكساس، على بعد أربعين ميلاً تقريبًا شمال غرب دالاس. عند تأسيس الجامعة، تم تشييد المبنى الرئيسي القديم في عام 1902 ويضم جميع البرامج الأكاديمية والطلاب بالمدرسة. تم افتتاح أول صالة نوم مشتركة في عام 1907 وتم تشييد مبنى الفصل الثاني في عام 1911.
خلال فترة الكساد الكبير، استخدم رئيس الكلية إل إتش هوبارد الأموال المتزايدة للحكومة الفيدرالية المتاحة من خلال إدارة مشاريع الأشغال وإدارة الأشغال العامة لتوسيع البنية التحتية للحرم الجامعي، ومضاعفة المساحة التعليمية، وتحسين الطرق والأرصفة المحلية، وإنشاء معالم إقليمية مثل ليتل تشابل في الغابة.  في عام 1938، تم منح الحرم الجامعي تمثال بايونير وومن من قبل المجلس التشريعي للولاية، بتكليف من ليو فرايدلاندر للاحتفال بالذكرى المئوية لتكساس. أسست فترة التوسع الثانية في الستينيات والسبعينيات من القرن الماضي معظم بصمة الحرم الجامعي الحالية مع أكثر من عشرين مبنى تعليمي وإداري.
يضم حرم دينتون الجامعي حاليًا خمس قاعات سكنية، وجميعها حاليًا مختلطة، بما في ذلك غوين هول، أطول مبنى في دنتون. يُطلب من الطلاب المصنفين على أنهم طلاب مبتدئون أو طلاب السنة الثانية، أو الذين تقل أعمارهم عن 21 عامًا، العيش في سكن داخل الحرم الجامعي.

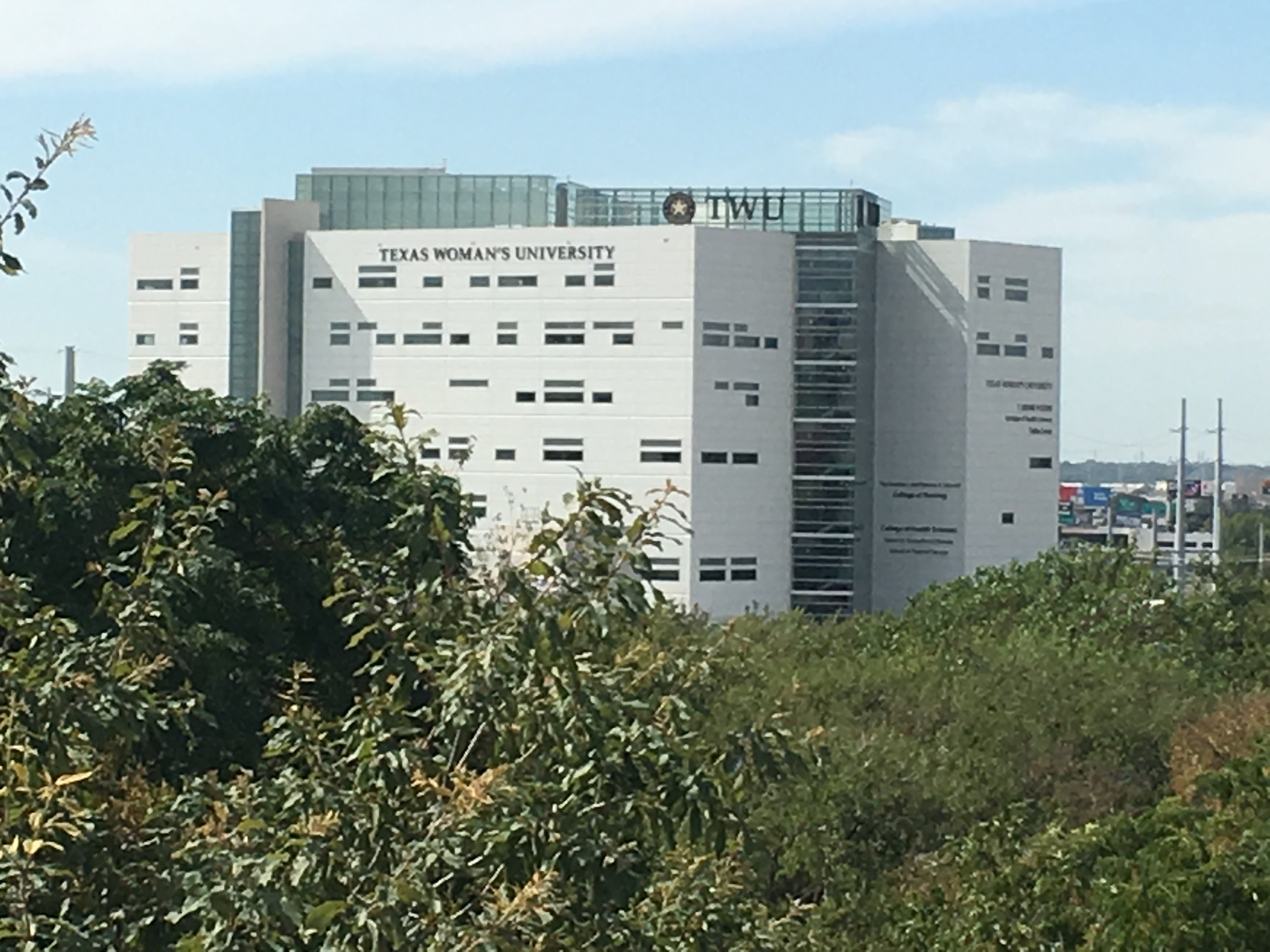
حرم جامعة تكساس للنساء في دالاس في المنطقة الطبية الجنوبية الغربية

## حرم دالاس
يقع معهد تي بون بيكنز للعلوم الصحية في دالاس في المنطقة الطبية الجنوبية الغربية، والتي تضم أيضًا مستشفى باركلاند، ومركز الأطفال الطبي في دالاس، ومركز ساوث وسترن الطبي التابع لجامعة تكساس. بدأ برنامج التمريض في ما يعرف الآن بالحرم الجامعي في دالاس. كما يضم برامج في العلاج الوظيفي والعلاج الطبيعي وماجستير إدارة الأعمال. يتم تقديم كل من ماجستير إدارة الأعمال العامة والتركيز الذي يركز بشكل خاص على الرعاية الصحية.

## حرم هيوستن
يقع حرم هيوستن في قلب منطقة مركز تكساس الطبي، بالقرب من مركز إم دي أندرسون للسرطان بجامعة تكساس ومستشفى تكساس للأطفال. أنه يحتوي على برامج جامعة تكساس للنساء للتمريض والعلاج المهني والفيزيائي وماجستير إدارة الأعمال. يحتوي حرم هيوستن أيضًا على قسم التغذية وعلوم الغذاء.

### صالة عرض

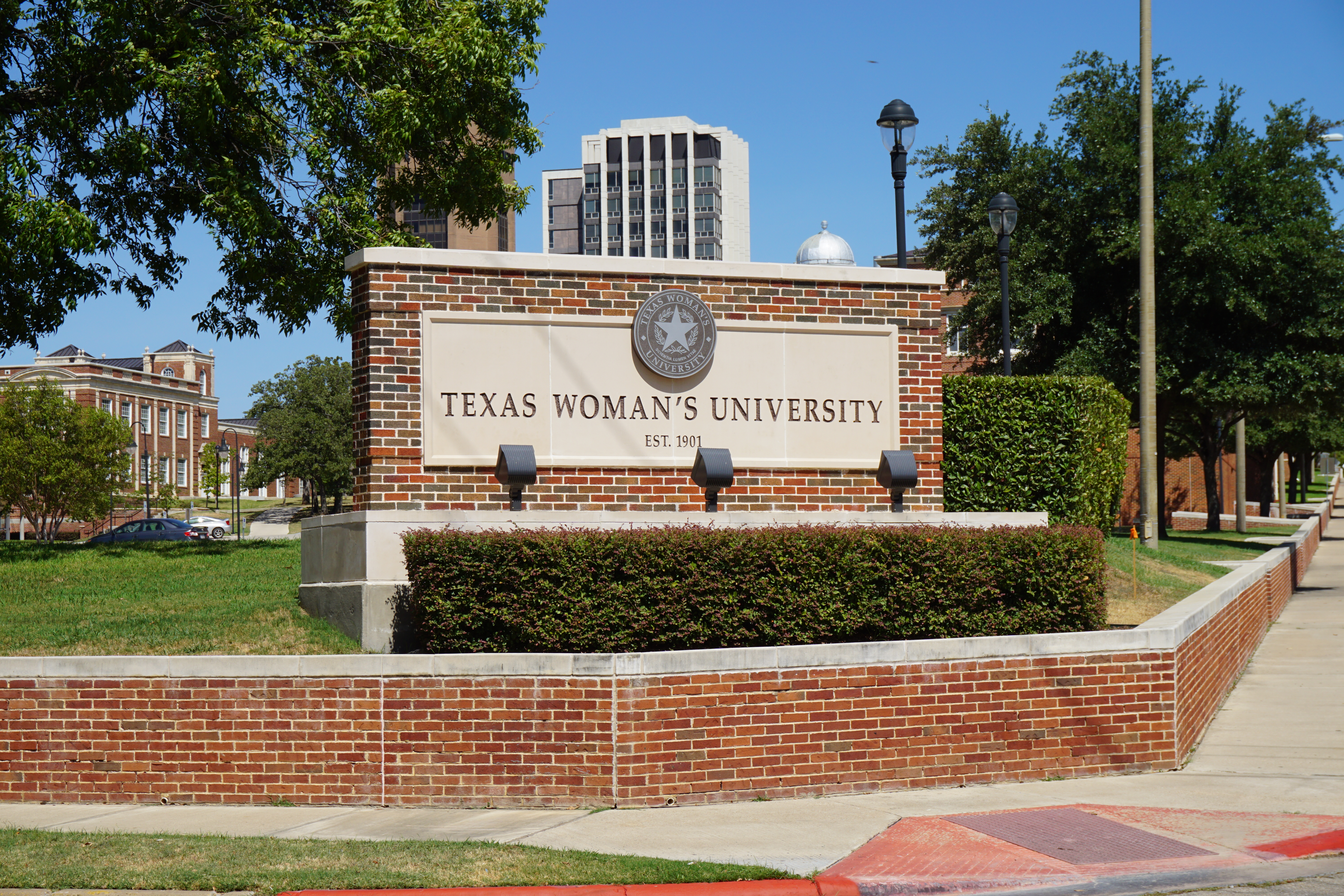
المدخل الجنوبي
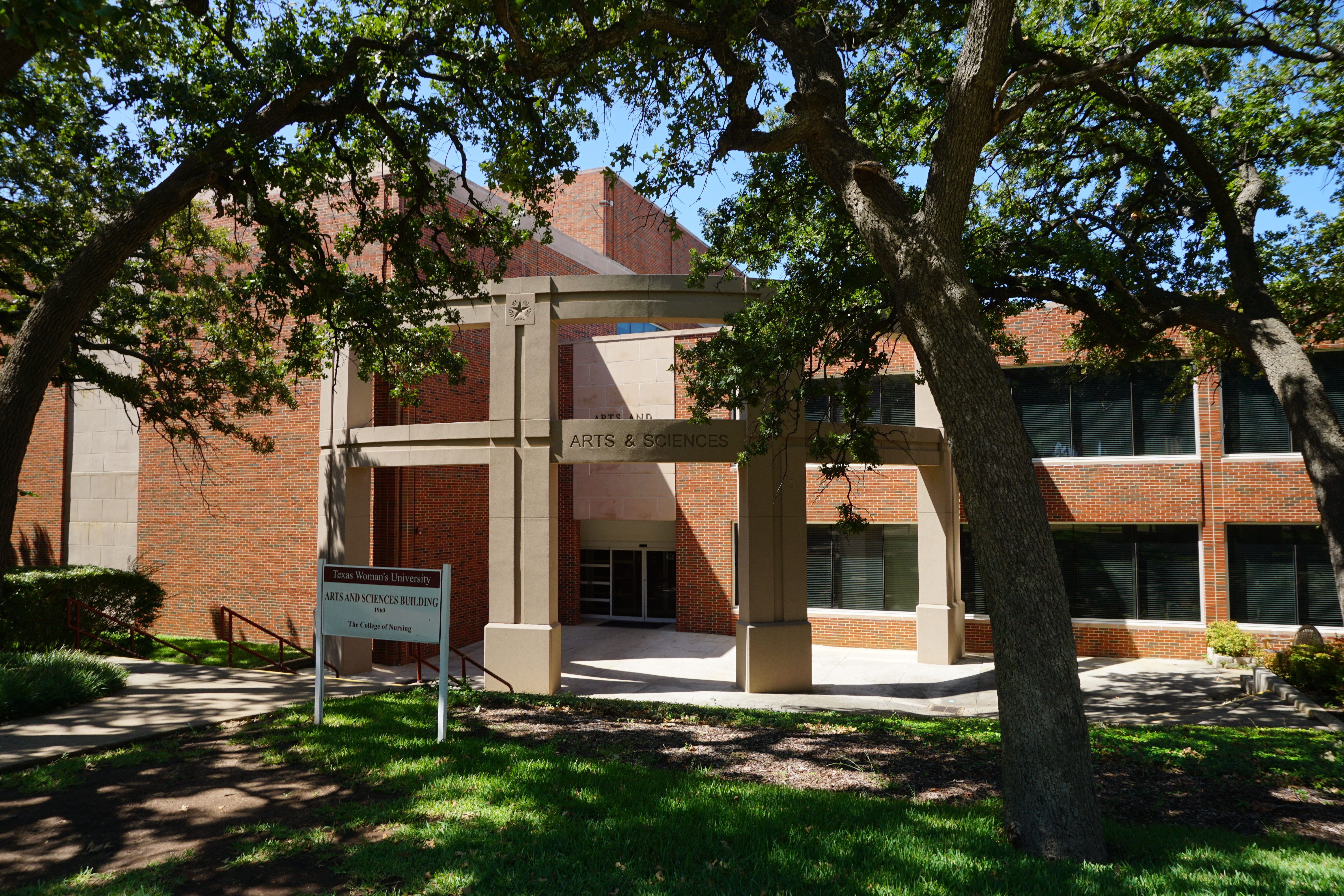
مبنى الآداب والعلوم
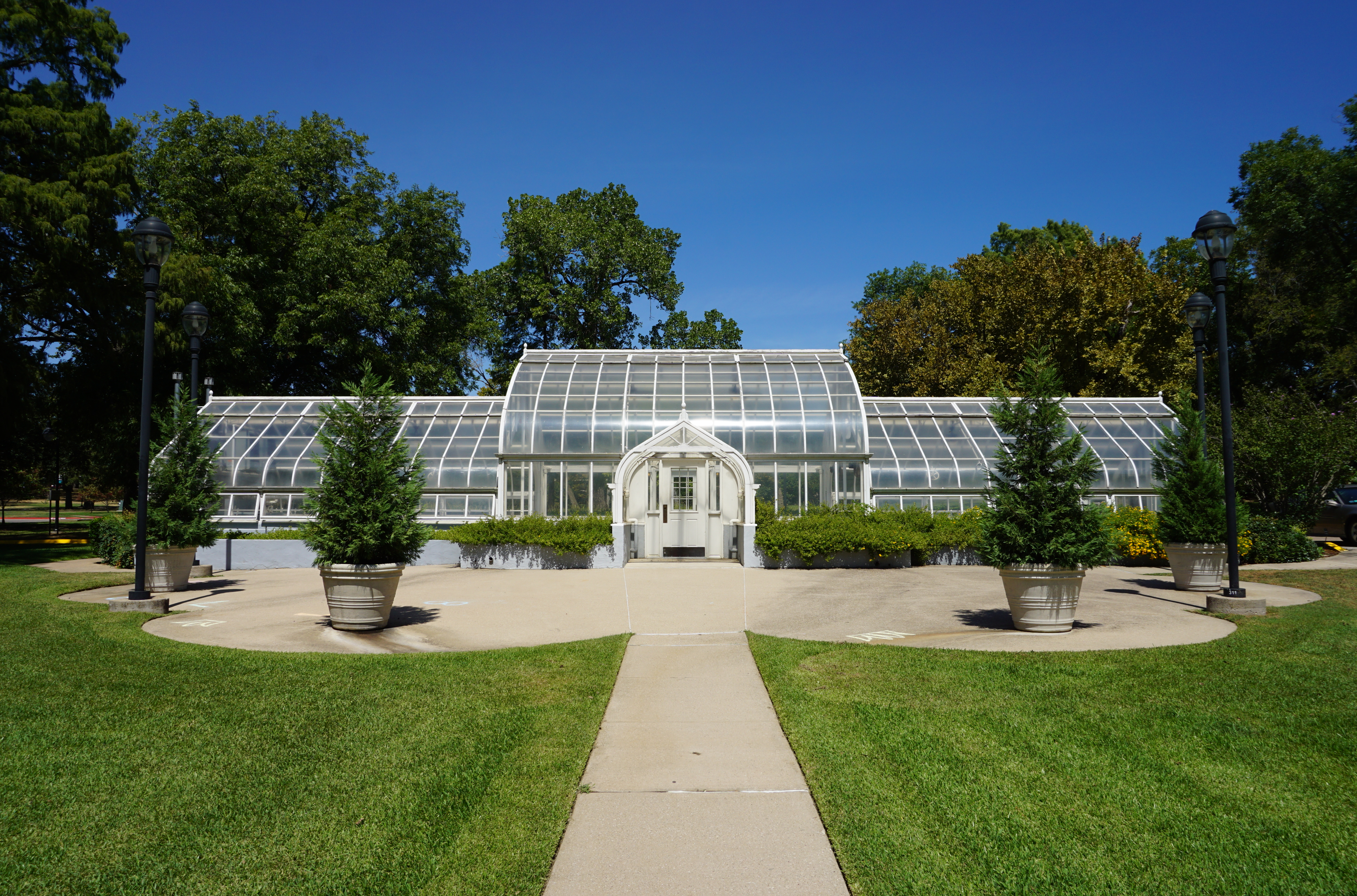
البيت الأخضر
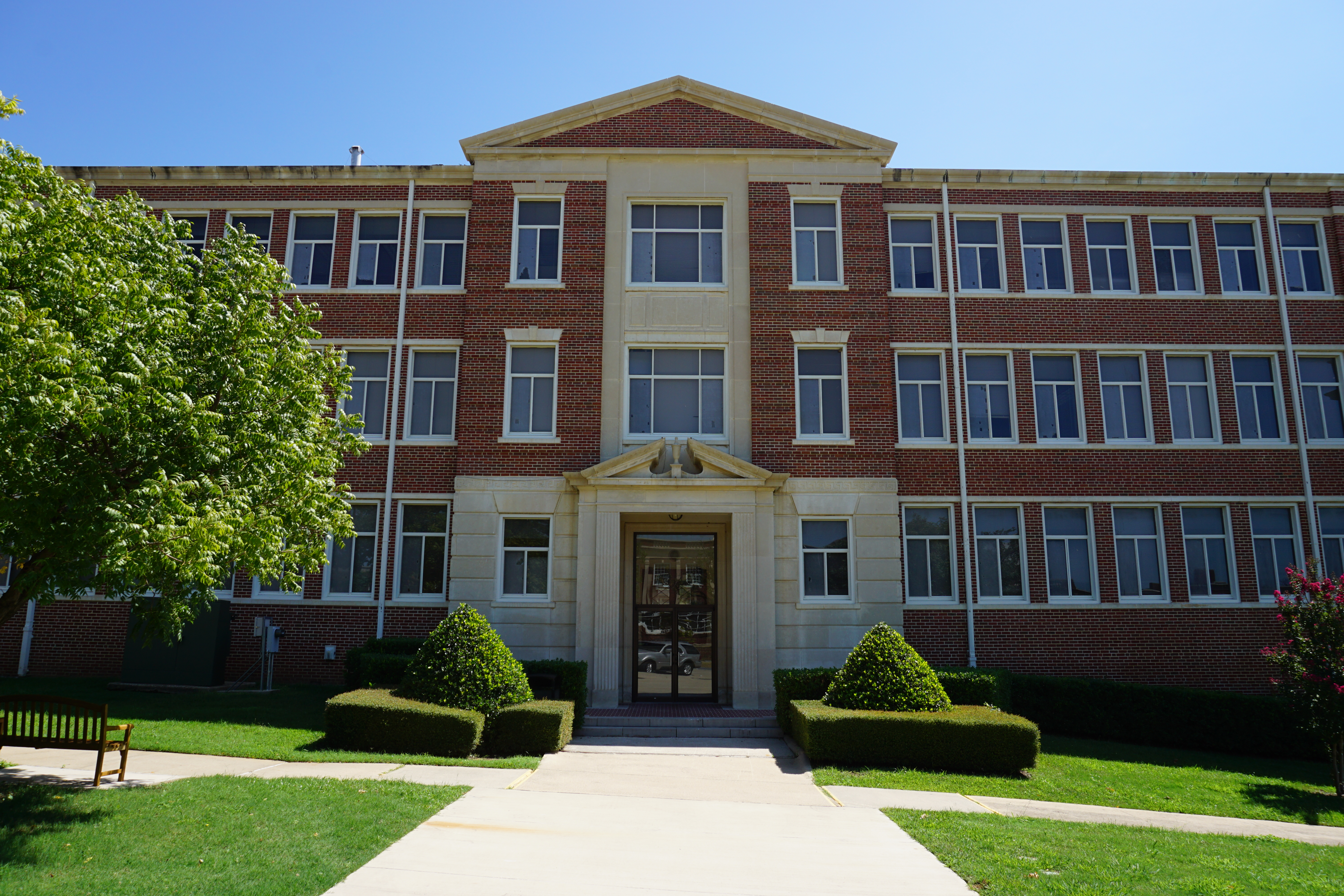
قاعة وودكوك
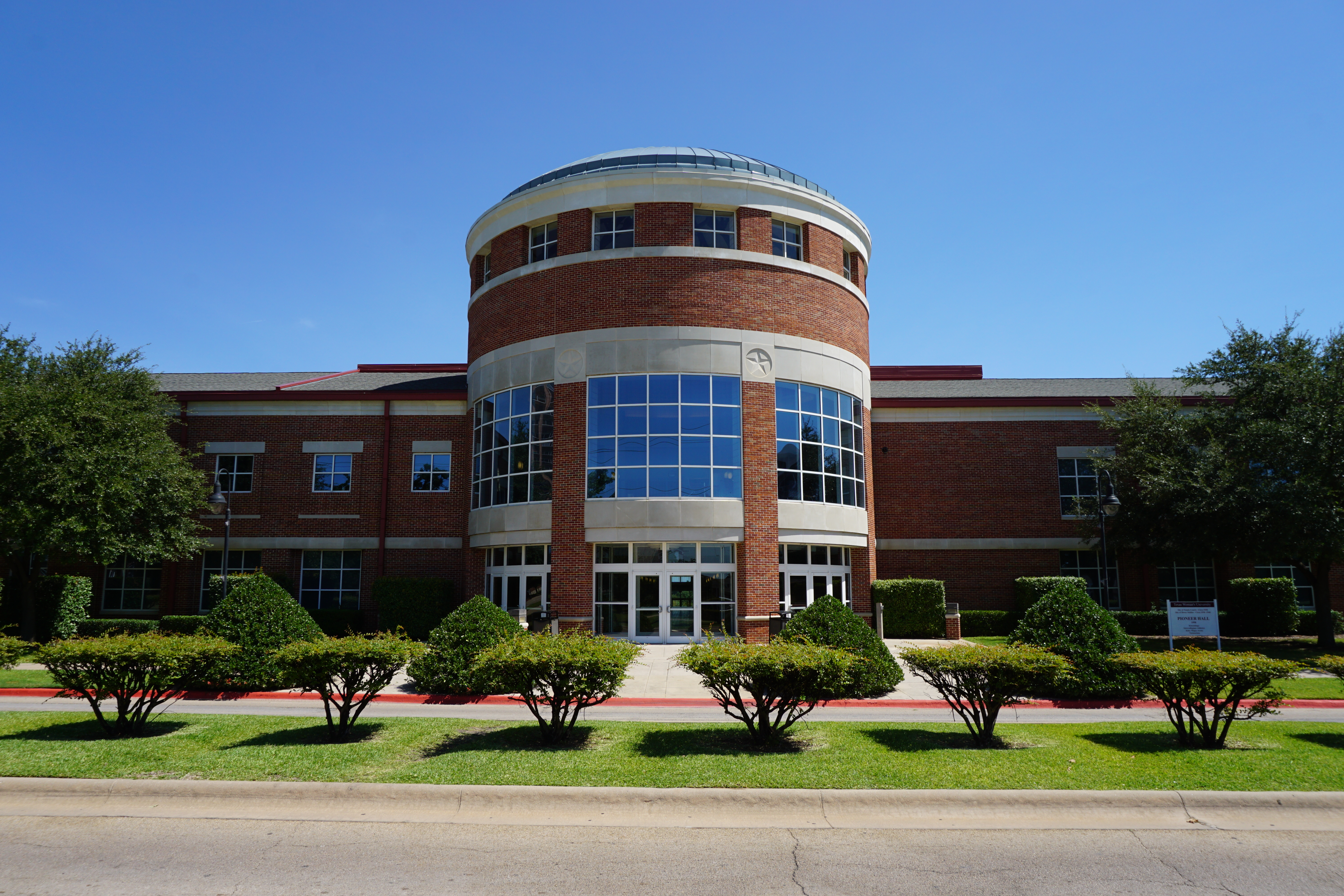
قاعة بايونير
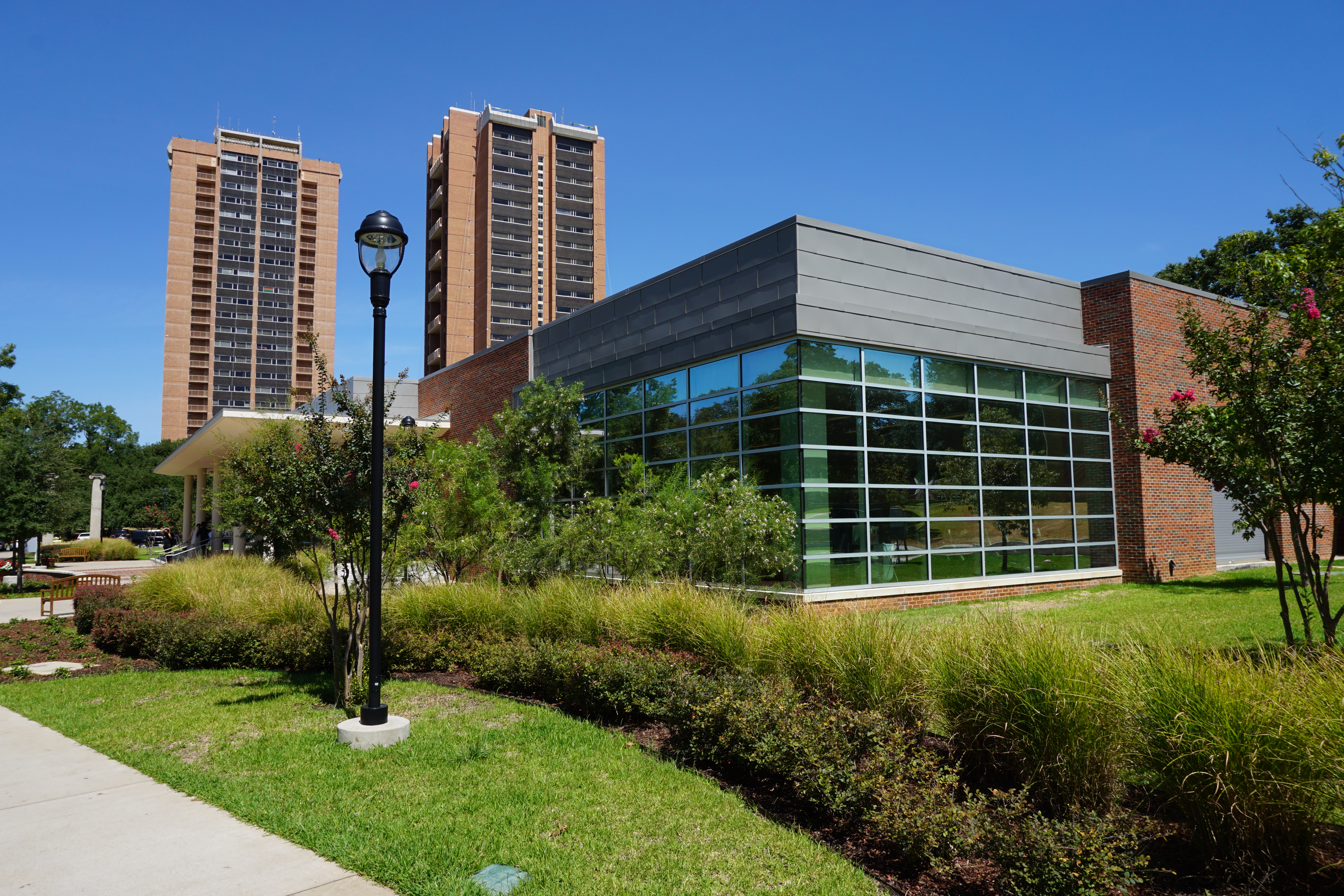
مركز اللياقة البدنية والترفيه ، مع Stark Hall و Guinn Hall في الخلفية

## أكاديميون
مع وجود أكثر من 500 عضو هيئة تدريس بدوام كامل، فإن ما يقرب من 75٪ من الفصول تضم 30 طالبًا أو أقل. تشمل البرامج المعترف بها على المستوى الوطني تلك الموجودة في التمريض، ودراسات متعددة الثقافات والجنس، وعلوم المكتبات ودراسات المعلومات، والعلاج المهني.
تنقسم الجامعة إلى ست كليات:
1. توفر كلية الآداب والعلوم الجزء الأكبر من التعليم الجامعي وتشمل اللغة الإنجليزية والكلام واللغات الأجنبية. علم النفس والفلسفة. التاريخ والعلوم السياسية؛ علم الأحياء والكيمياء والفيزياء. الأزياء والمنسوجات. الرياضيات وعلوم الحاسوب؛ علم الاجتماع. الخدمة الاجتماعية؛ ودراسات المرأة والجندر متعددة الثقافات. تضم الكلية أيضًا مدرسة الفنون التي تدعم برامج الموسيقى والفنون البصرية والمسرح والرقص.
2. تقدم كلية الأعمال برامج البكالوريوس في المحاسبة، وإدارة الأعمال، وإدارة الأعمال، والتمويل، وإدارة الموارد البشرية، والإدارة، والتسويق، وبرامج الدراسات العليا في إدارة الأعمال، وإدارة الرعاية الصحية، وإدارة النظم الصحية.
3. يتم دعم كلية العلوم الصحية في حرم دينتون وهيوستن ودالاس وتشمل كليات العلاج المهني والعلاج الطبيعي، وكلية تعزيز الصحة وعلم الحركة، وقسم علوم الاتصال وصحة الفم، وقسم التغذية والأغذية. علوم.
4. تأسست كلية التمريض في عام 1954، ونمت لتصبح ثاني أكبر كلية في تكساس وواحدة من أكبرها في البلاد، وتقدم برامج على مستوى البكالوريا والماجستير والدكتوراه. يعد برنامج الدكتوراه الخاص بها خامس أقدم برنامج في الولايات المتحدة ويظل الأكبر في العالم.[23] بالإضافة إلى برنامج بكالوريوس العلوم للطلاب الذين ليس لديهم درجة سابقة، تقدم الكلية برنامج عطلة نهاية الأسبوع للطلاب الحاصلين بالفعل على درجة البكالوريوس؛ يوجد بالكلية أيضًا ممرضة مسجلة لبرنامج البكالوريا وممرضة مسجلة لبرنامج الماجستير. مع وجود حرم جامعي في هيوستن ودالاس، يكون القبول تنافسيًا للغاية مع المعدل التراكمي المقطوع في كثير من الأحيان عند 4.0.
5. تضم كلية التربية المهنية أقسام علوم الأسرة، والقراءة وتعليم المعلمين، وكلية المكتبات ودراسات المعلومات.
6. تعمل كلية الدراسات العليا كعنصر جامعي متميز. تعالج كلية الدراسات العليا قبول الخريجين في الجامعة والشؤون الأكاديمية اللاحقة، بما في ذلك الدرجات العلمية في مجموعة متنوعة من البرامج.

## مجموعة المرأة
يضم الطابق الثاني من مكتبة بلاج هيوي مجموعة المرأة. أسست المكتبة عام 1932 بناءً على اقتراح من الرئيس آنذاك إل إتش هوبارد، وتعد المجموعة واحدة من أكبر وأقدم مجموعات المواد حول تاريخ المرأة الأمريكية وقضاياها في الولايات المتحدة. في عام 1979، عينه المجلس التشريعي في تكساس لإيواء التاريخ الرسمي للمرأة في الولاية.
حاليًا، تضم مجموعة مجموعة المرأة واحدة من أكبر مستودعات النساء في مجال الطيران في العالم، حيث تضم المجموعات الرسمية للطيارين في خدمة القوات الجوية النسائية في الحرب العالمية الثانية، وطيارو طائرات الهليكوبتر الدولية، والطيارات العسكريات، ورابطة النساء ميكانيكيات الطيران، والجمعية الدولية لرائدات الطيران
وسباق الهواء الكلاسيكي، بالإضافة إلى العديد من مجموعات أعضائها الفردية. تشمل المحفوظات الرئيسية الأخرى مجموعات تاريخ الطهي وكتب الطبخ التي تعرض فنون الطهي من جميع أنحاء العالم وهي واحدة من أكبر المجموعات في الولايات المتحدة مع أكثر من 60.000 كتاب وكتيب وقوائم؛ قاعة مشاهير نساء تكساس التي أنشأتها لجنة المرأة لحاكم ولاية تكساس ومحفوظات الجامعة. مجموعة المرأة هي المستودع الرسمي لمئات المنظمات والوكالات والمؤتمرات في تكساس والجنوب الغربي المعنية بحقوق المرأة والوكالة والمكانة. وهو حاليًا الأرشيف الرسمي لاتحاد تكساس للأندية النسائية، ورابطة تكساس للأندية النسائية (اتحاد تكساس لأندية النساء الملونة سابقًا)، والمنظمة التعليمية الخيرية، واتحاد تكساس لسيدات الأعمال والمهنيات، وفروع تكساس للرابطة الأمريكية للنوادي النسائية. طالبات الجامعة ودلتا كابا جاما، بالإضافة إلى المنزل الدائم لمعرض عام 1981 حول تاريخ نساء تكساس الذي أنتجته مؤسسة تكساس لموارد المرأة. وتشمل أبرز المجموعات الفردية هيلدا جلوريا تاغل، أول قاضية اتحادية لاتينية؛ دورا دوجيرتي ستروثر، أخصائية نفسية ومهندسة طيران وأول امرأة تطير بوينغ بي-29 سوبر فورترس؛ باربرا فاكير، مديرة تكساس في تعديل الحقوق المتساوية ومساعد البيت الأبيض في عام 1979 بشأن الاستراتيجية الوطنية لتمرير التعديل؛ وجان روس هوارد فيلان، عضو جماعة ضغط طيران ومؤسس شركة Whirly-Girls.
العديد من النساء المعروفات يزرن بانتظام جامعة تكساس للمرأة، ومن بينهن سارة ويدينغتون التي ألقت محاضرات وأو درست دورات منذ أوائل الثمانينيات والسيناتور كاي بيلي هاتشيسون والممثل الأمريكي إيدي بيرنيس جونسون، اللذان شاركا مؤخرًا في مؤتمرات القيادة؛ حاليًا، اللواء ماري سوندرز (متقاعد)، التي تخرجت من TWU في عام 1970 وأصبحت أعلى امرأة أمريكية من أصل أفريقي في القوات الجوية للولايات المتحدة، تعمل كمديرة لمعهد القيادة بالجامعة. ضم ضيوف حرم دينتون الجامعي ساندرا داي أوكونور، وغلوريا ستاينم، وفرانسيس «سيسي» فارينثولد، ومايا أنجيلو، وأوبرا وينفري، الذين زاروا الحرم الجامعي في عامي 1998 و 2005. تشمل زيارات الحرم الجامعي التاريخية الأخرى قراءات وعروضًا ومحاضرات من قبل كارل ساندبرج وإدنا سانت فنسنت ميلاي وسنكلير لويس وإيتزاك بيرلمان وأميليا إيرهارت.
يوجد في جامعة تكساس للنساء العديد من المراكز والمعاهد التي تركز بشكل خاص على المرأة. تم إطلاق معهد صحة المرأة  في عام 1993 في الأصل كمركز لأبحاث صحة المرأة. يركز على صحة النساء والفتيات في تكساس. يحقق ذلك من خلال الشراكات مع المؤسسات الأكاديمية الأخرى والوكالات الحكومية ومنظمات المجتمع. تم إطلاق مركز رائدات الأعمال  في عام 2015 للمساعدة في إنشاء ورعاية الأعمال التجارية الناجحة المملوكة للنساء في ولاية تكساس. في عام 2018، يعمل معهد القيادة النسائية  كمورد لتثقيف سكان تكساس، وخاصة الشابات والفتيات من النساء، حول السياسة والحياة العامة بما في ذلك حركة حق الاقتراع خاصة في تكساس. كما يضم المعهد مركز المرأة في السياسة والسياسة العامة  ومركز رائدات الأعمال.

## عوامل الجذب

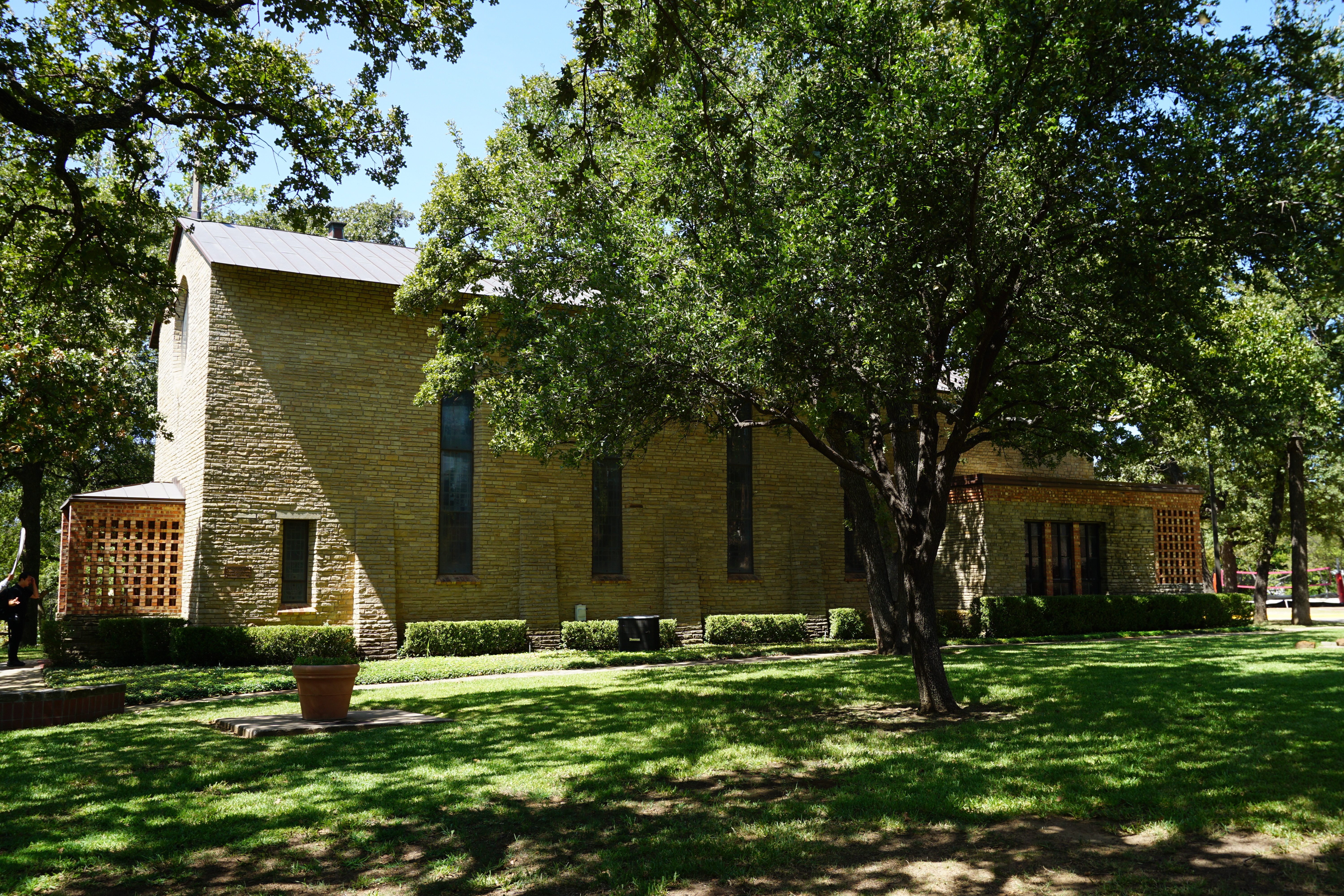
ليتل تشابل إن ذا وودز

تم بناء ليتل تشابل إن ذا وودز في عام 1939 وتم تكريسه من قبل السيدة الأولى إليانور روزفلت، وقد تم اختياره كأحد الإنجازات المعمارية الأكثر تميزًا في تكساس من قبل جمعية المهندسين المعماريين في تكساس. صممه المهندس المعماري الأمريكي الرائد والمقيم في دينتون أونيل فورد، قام المجندون من الإدارة الوطنية للشباب ببناء المبنى، بينما قام أكثر من 300 طالب في برامج الفنون الجميلة بالكلية بتصميم وإنشاء الأعمال الفنية للمبنى، بما في ذلك النوافذ الزجاجية الملونة والإضاءة والأعمال الخشبية والأبواب وعوارض الأسقف والأرضيات. وتصور النوافذ الزجاجية الملونة مشاهد «نساء يخدمن احتياجات الإنسان» بما في ذلك التمريض، والتدريس والكلام، والأدب، والخدمة، والرقص، والموسيقى. الكنيسة مفتوحة للجمهور يوميًا وتظل وجهة شهيرة للحفلات والتعميد وحفلات الزفاف؛ يحتوي كتاب الزفاف الأصلي على آلاف أسماء الأزواج الذين تزوجوا بين عامي 1939 و 1979. كتاب الزفاف الأصلي معروض حاليًا في مكتبة بلاج هيوي.

### قاعة مشاهير نساء تكساس

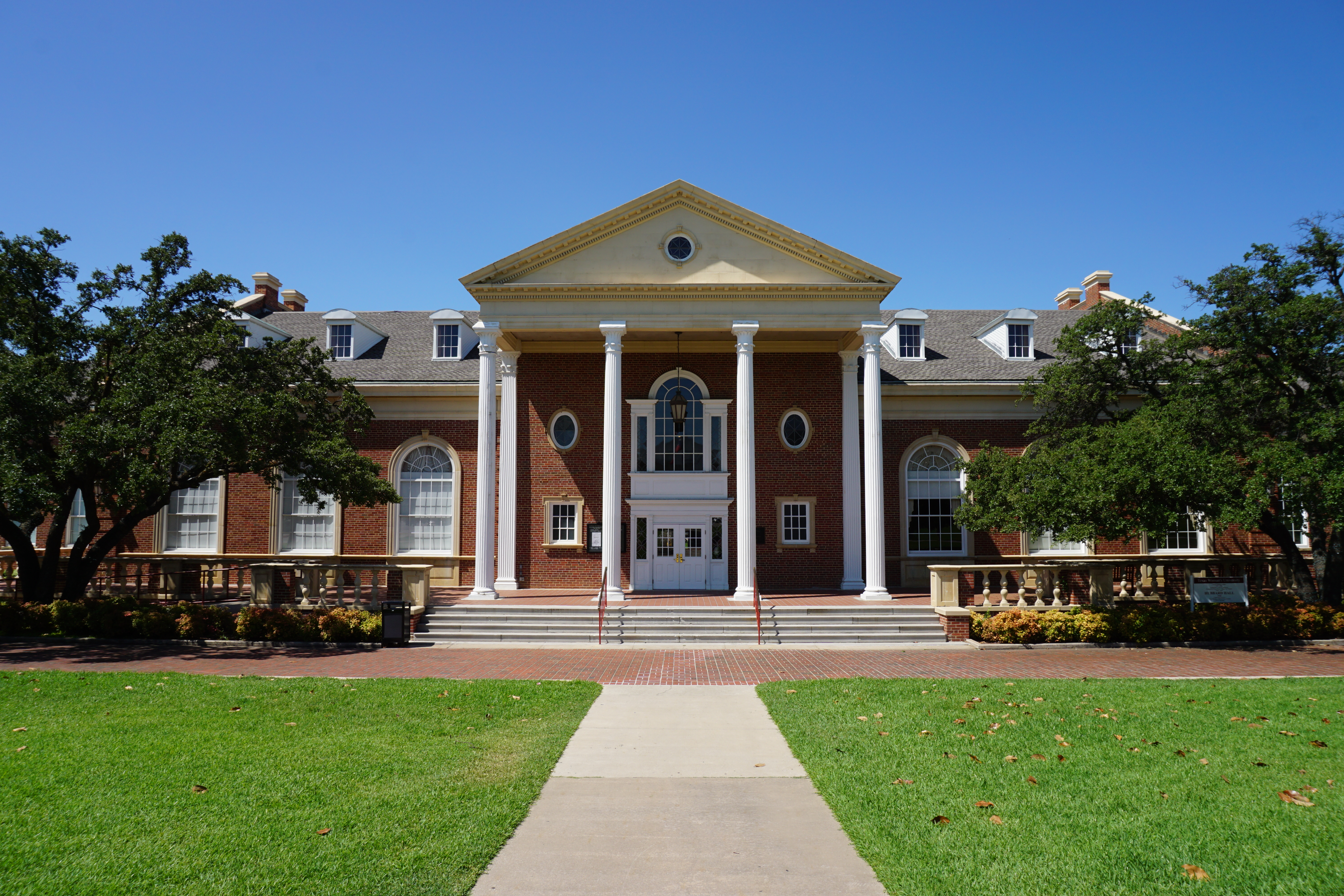
قاعة هوبارد

كان هوبارد هول، مرفق الطعام المركزي السابق، يضم قاعة مشاهير النساء في تكساس من عام 1984 حتى عام 2018. إنه الآن في الطابق الثاني من مكتبة بلاج هيوي. تم إنشاء المعرض في عام 1984 من قبل لجنة حاكم ولاية تكساس للمرأة ، وهو المعرض الذي أقامته الولاية لتكريم نساء تكساس اللائي يقدمن مساهمات عامة كبيرة للولاية. من بين المتدربين قاضية المحكمة العليا ساندرا داي أوكونور، السيدة الأولى السابقة باربرا بوش وليدي بيرد جونسون، الحاكم السابق آن ريتشاردز، سيدة تكساس الأولى السابقة أنيتا بيري ، عضوة الكونغرس السابقة باربرا جوردان، وزيرة الصحة والتعليم والرعاية الاجتماعية السابقة أوفيتا كولب هوبي، الحائزة على الميدالية الذهبية الأولمبية شيريل سووبس، رواد الفضاء ماي جيمسون وسالي رايد، الفنانة سيلينا كوينتانيلا بيريز، وسيدة الأعمال ماري كاي آش.

### مجموعة أزياء تكساس الأولى للسيدات التاريخية
تم إنشاء مجموعة الأزياء التاريخية في عام 1940، وتحتوي على فساتين أصلية تسبق إنشاء ولاية تكساس من قبل السيدات الأوائل في جمهورية تكساس، بالإضافة إلى تلك التي ارتدتها السيدات الأولات في حفل الافتتاح للحاكم والعباءات التي تبرعت بها السيدة الأولى الرئاسية مامي أيزنهاور، ليدي بيرد جونسون، باربرا بوش ولورا بوش. اعتبارًا من عام 2018، تتكون المجموعة من 47 عباءة، منها 21 معروضة بالتناوب في برج المؤتمرات الإدارية. تم إقراض كل فستان أو التبرع به من قبل مصادر مختلفة للجامعة، مع معظم الفساتين وتكاليف الحفاظ عليها من خلال التبرعات من فصول تكساس لبنات الثورة الأمريكية، رابطة دينتون للمنفعة، أو مباشرة من السيدات الأوائل أنفسهن.

## ألعاب رياضية

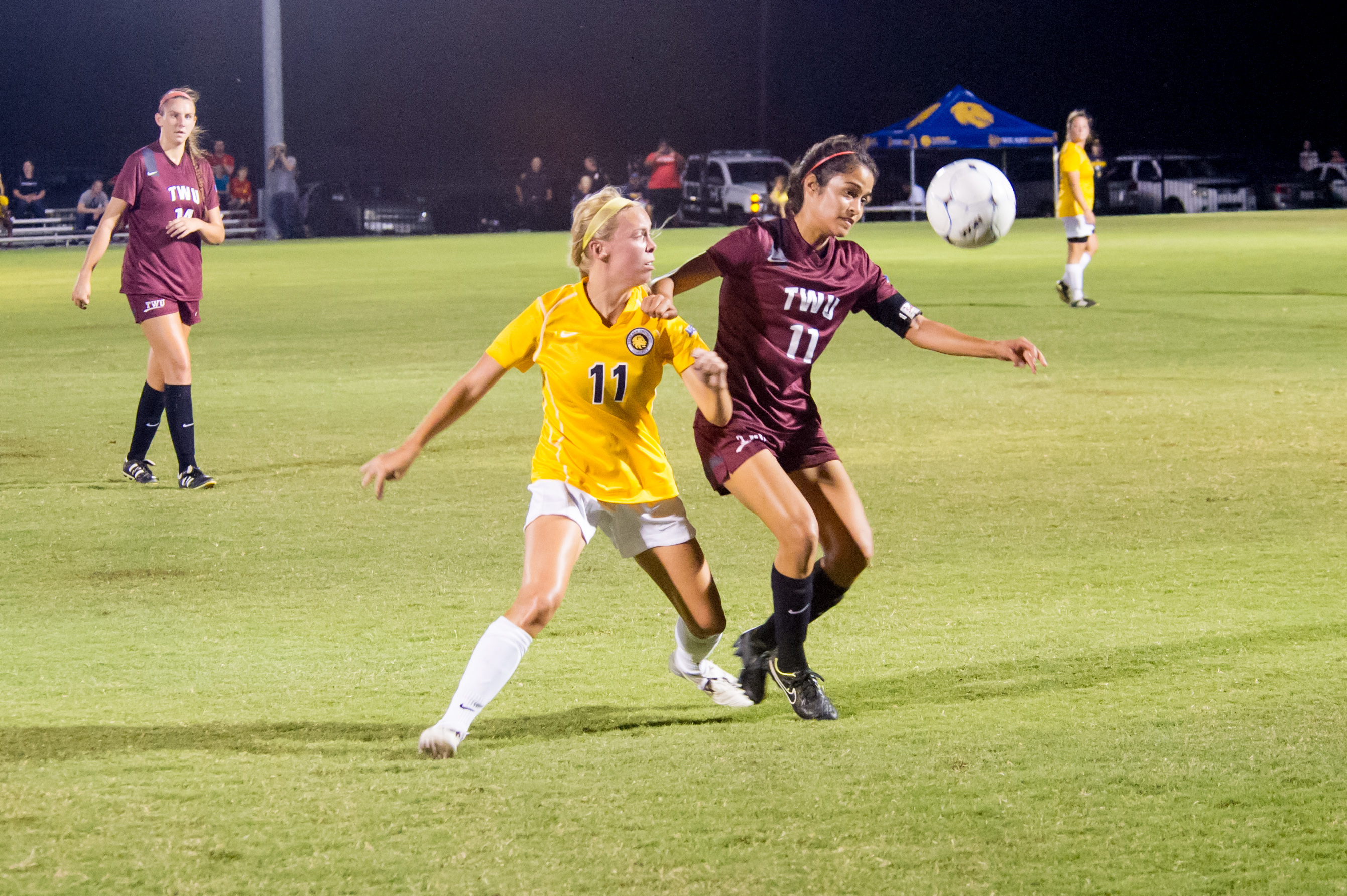
فريق الرواد لكرة القدم في مواجهة فريق تكساس ايه اند ام - كوميرس ليونز في عام 2014

قدمت الجامعة في الأصل الرياضة من خلال جمعية الترفيه النسائية ، وانضمت إلى لجنة ألعاب القوى بين الكليات للنساء في عام 1969 في سبع رياضات: كرة السلة، والكرة الطائرة، والهوكي الميداني والتنس، وكرة الريشة، والسباحة، والمسار. فازت المدرسة، المعروفة باسم «تيسيس»، بأول لقب وطني لها في بطولة المضمار والميدان الوطنية بين الكليات في نفس العام.
في عام 1979، أصبحت الرواد ممثل الجامعة. بعد توقف بطولة المضمار والميدان الوطنية بين الكليا عن العمل في عام 1982، انضمت الجامعة رسميًا إلى الرابطة الوطنية لرياضة الجامعات المستوى الأول. تتنافس الرواد حاليًا في مؤتمر لون ستار، ولكن فقط في الرياضات النسائية ؛ يتنافس فريق الجمباز في القسم الأول من المؤتمر المستقل للغرب الأوسط . تشمل البرامج التنافسية الحالية:
- كرة سلة
- الرقص
- كرة القدم
- الكرة الطائرة
- الكرة اللينة
- رياضة بدنية

تشمل البرامج المعتمدة حديثًا:
- حيلة
- السباحة التوقيعية

تأسس فريق جامعة تكساس للنساء للجمباز في عام 1972، وقد فاز ببطولة الولايات المتحدة الأمريكية للجمباز الجماعية مع تسجيل 11 بطولة فريق منذ عام 1993، مع عودة أحدث البطولات في عامي 2017 و 2018.
في عام 2014، حصل برنامج ألعاب القوى على جائزة التميز الأكاديمي النسائية الافتتاحية في مؤتمر لون ستار ، والتي تُمنح للمؤسسة العضو التي لديها أعلى معدل تراكمي للفريق اعتبارًا من عام 2015، وكان لدى الرواد 65 فصلًا دراسيًا (أكثر من ثلاثين عامًا) لنشر معدل تراكمي في القسم. 3.0 أو أعلى من قبل جميع الطلاب الرياضيين.

## الحياة الطلابية

### اللاسوودايداليان
في الطباعة منذ عام 1914، واسو هي الصحيفة الأسبوعية للطلاب. بدأ لاسو كمنشور يومي وتحول إلى تنسيق أسبوعي في التسعينيات، مضيفًا نسخة عبر الإنترنت في عام 2003. ومن بين المحررين السابقين البارزين كارو كروفورد براون الحائز على جائزة بوليتسر. جريس روبنسون نيو، أول مراسلة إخبارية تلفزيونية في دالاس؛ كاثي ويليامز، مساعد مدير الأخبار التابع لشبكة إن بي سي في هيوستن؛ وستايسي ووكر، محررة الأخبار الوطنية السابقة الحائزة على جوائز في نيوزدي.
تم نشر مجلة الدادائيلي شهريًا من قبل الطلاب في قسم التخاطب والثقافة البدنية والموسيقى الصوتية في عام 1906 لتسليط الضوء على النثر والشعر والفنون المرئية التي ابتكرها الطلاب؛ تحول إلى تنسيق ربع سنوي في عام 1914. يتم نشرها حاليًا على الإنترنت كمجلة أدبية تتميز بالقصص القصيرة والأعمال الفنية والتصوير والشعر.

### الجمعيات النسائية
ما يقرب من ثلاثة في المائة من النساء الجامعيات ناشطات في نادي نسائي في الحرم الجامعي.
- ألفا أوميكرون بي
- دلتا جاما
- سيجما سيجما سيجما
- ألفا كابا ألفا
- دلتا سيجما ثيتا
- زيتا فاي بيتا
- سيجما جاما رو
- سيجما لامدا جاما
- سيجما لامدا ألفا
- سيجما ألفا إيوتا
- سيجما فاي لامدا

### الأخويات
ما يقرب من اثنين في المائة من الطلاب الجامعيين ينشطون في أخوية في الحرم الجامعي. 
- كابا سيجما
- فاي بيتا سيجما
- فاي إيوتا ألفا
- فاي مو ألفا سنفونيا

## خريج متميز
- كارو كروفورد براون، الحائز على جائزة بوليتسر للتقارير المحلية عام 1955 عن أليس (تكساس) ديلي إيكو
- فارا مارتن دانيال - معلمة أمريكية والسيدة الأولى السابقة في غوام.[37]
- ميلدريد إنكس كان ديفيدسون دالريمبل (تخرج باسم ميلدريد إنكس) طيارًا عسكريًا أمريكيًا خلال الحرب العالمية الثانية [38]
- مارغريت فيرجينيا (مارجو) جونز (بكالوريوس 1932) و (ماجستير 1933)، رائدة في حركة المسرح الأمريكي المقيم ومؤلفة مسرح في الجولة؛ أخرج العرض العالمي الأول لفيلم وراثة الرياح للمخرج لورانس ولي في دالاس عام 1955
- لو هالسيل رودنبيرجر (BS 1943)، باحثة في مؤلفات النساء من تكساس، ولا سيما جين جيلمور راشينج
- بيتي هيتمان (بكالوريوس 1949)، رئيسة مشاركة للجنة الوطنية الجمهورية من 1983 إلى 1987 ؛ خريج جامعة تكساس للنساء المتميز، 1980 [39]
- إلما غونزاليس (BS 1965)، عالمة بيولوجيا الخلايا النباتية
- جوان وول (إم إم 1969)، ميزو سوبرانو والمؤدي الرئيسي في شركة أوبرا متروبوليتان بنيويورك ودويتشه أوبر برلين وفي أمستردام وبوسطن وفيلادلفيا وفورت وورث ومدن أمريكية أخرى
- ماري إل سوندرز (BS 1970)، لواء متقاعد في القوات الجوية للولايات المتحدة، وأول مديرة للنقل في USAF، وأعلى امرأة أمريكية من أصل أفريقي مرتبة في ذلك الوقت
- ميلي هيوز فولفورد (دكتوراه 1972)، رائد فضاء ناسا درس هشاشة العظام وسافر على متن STS-40 علوم الحياة في معمل الفضاء (SLS 1) في يونيو 1991، أول مهمة لعلوم الحياة في معمل الفضاء مخصصة للدراسات الطبية الحيوية؛ أول عالم مدني في مهمة فضائية
- إليزابيث آن نالي (دكتوراه 1975)، الرئيس السابق للجمعية الكيميائية الأمريكية
- هدى صالح مهدي عماش (MS 1979)، الملقبة السيدة الجمرة الخبيثة، درس علم الأحياء الدقيقة وأصبح عالما عراقيا رفيع المستوى. بعد تسليم نفسها في غزو العراق عام 2003، اعتبرت فيما بعد أنها ليست تهديدًا أمنيًا وتم إطلاق سراحها في عام 2005
- لويز ريتر (BS 1982)، فازت بالميدالية الذهبية الأولمبية لعام 1988 في الوثب العالي للسيدات
- علياء موسى، الملقب علياء إم لودلوم (BA 1983)، تعمل كقاضية مقاطعة لمحكمة مقاطعة الولايات المتحدة للمنطقة الغربية من تكساس
- خوان إل مالدونادو (دكتوراه 1986)، رئيس كلية لاريدو المجتمعية منذ عام 2007 [40]
- شيرلي كوثران باريت (دكتوراه)، عملت ملكة جمال أمريكا عام 1975
- دونا كامبل (MSN)، عضو مجلس الشيوخ في تكساس وطبيبة غرفة الطوارئ من نيو براونفيلز [41]
- سيلفيا جارسيا (بكالوريوس 1972)، أخصائية اجتماعية ومشرع ولاية تكساس
- ألما داوسون (دكتوراه 1996)، أستاذ راسل ب. لونج لعلوم المكتبات والمعلومات في جامعة ولاية لويزيانا
- جيل ماري جونز (بكالوريوس 1999)، ممثلة، الدور الأكثر شهرة كـ «توني تشايلدز» لمدة ستة مواسم في غيرلفريندز
- كارلي باترسون (BS 2014)، فازت بالميدالية الذهبية الأولمبية لعام 2004 في فردي الجمباز النسائي الشامل، والفضية في عارضة التوازن الفردية، والفضية في منافسة الفريق

## هيئة تدريس بارزة
- ماري إليانور براكينريدج (1837-1924)، مؤسس جامعي وصي على العرش، وناشط بحق المرأة في التصويت ومنظم مجتمعي
- كارلوتا كوربرون (1901-1988)، أستاذة التصوير الفوتوغرافي والتصميم وتاريخ الفن
- بولين جراسيا بيري ماك (1891-1974)، أستاذة وعميدة كلية الآداب والعلوم المنزلية ؛ كيميائي وأخصائي تغذية مرموق وأول امرأة تحصل على جائزة ناسا الفضية سنوبي .
- أوتري نيل وايلي (1901-1990)، بكالوريوس 1922؛ أستاذ وكرسي. ناقد أدبي أمريكي
- توني لاسيل (1901-2002)، مدرس وأستاذ؛ تاريخ الفن وفنون الاستوديو. طور برنامج تاريخ الفن في جامعة تكساس للنساء.

## روابط خارجية
- الموقع الرسمي
- موقع ويب تكساس لألعاب القوى للمرأة
- جامعة تكساس للمرأة على موقع DentonWiki
- جامعة تكساس للمرأة في جمعية ولاية تكساس التاريخية